# Mesopolobus bonessi
Mesopolobus bonessi är en stekelart som beskrevs av Askew 1999. Mesopolobus bonessi ingår i släktet Mesopolobus och familjen puppglanssteklar. Inga underarter finns listade i Catalogue of Life.